# Javanäktergal
Javanäktergal (Myiomela diana) är en tätting i familjen flugsnappare.

## Utseende och läte
Javanäktergalen är en 15 cm lång tätting med skilda dräkter mellan könen. Hanen är helt indigoblå förutom en silvervit fläck i pannan och på halssidan, den senare oftast helt dold. Vingar och stjärt är svarta, liksom näbb och ben. Honan är matt rost- till kastanjebrun ovan, men lite vitt på strupen, rostrött bröst med olivgrön anstrykning och gråbeige från buk till undergump. Närbesläktade sumatranäktergalen är mycket lik, honan skiljer sig enbart genom att vara mörkare och mer rent kastanjebrun ovan. Sången består av en enkel serie med två till fem behagliga och melankoliska toner.

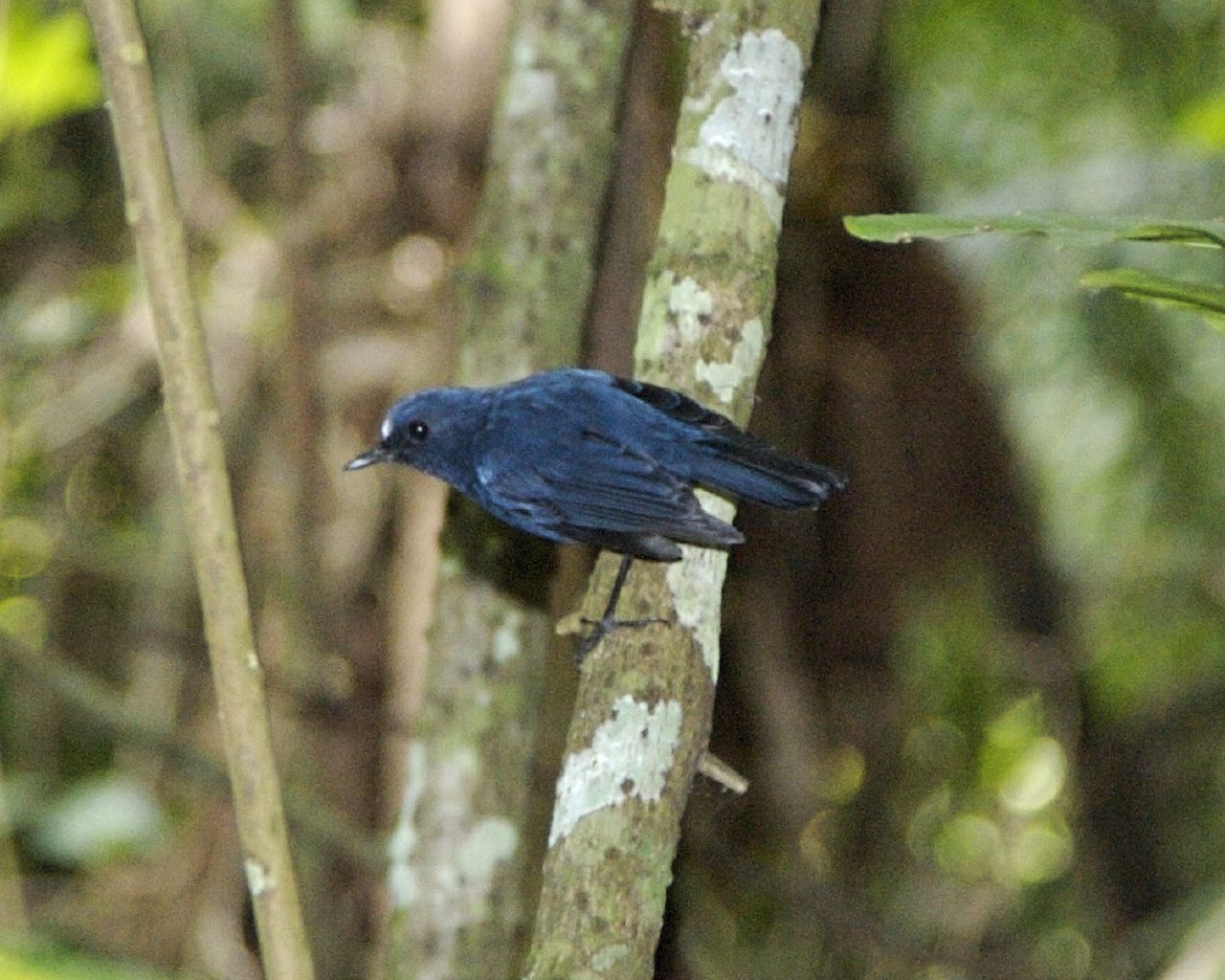

Javanäktergalen är mycket lik närbesläktade sumatranäktergalen, men sumatranäktergalen är mer kortstjärtad. Hane sumatranäktergal är också mycket mörkare blå, med endast lite kontrast med svartare handpennor. Honan är tydligt mörkare, utan kastanjebruna toner. Strupen är endast något ljusare än bröst och örontäckare, utan den tydliga grå kilen hos javanäktergalen. Buken är vidare mörkare grå. Sången hos skiljer sig också, en dubbelt så lång mer komplicerad och klingande ramsa med fem till åtta ljusa stigande och fallande toner som sjunker i tonhöjd på slutet, starkt påminnande om gulbukig cettia.

## Utbredning och systematik
Javanäktergalen förekommer endast i bergstrakter på ön Java i Indonesien. Tidigare inkluderades sumatranäktergalen (M. sumatrana) i arten. Den urskildes dock som egen art av tongivande International Ornithological Congress (IOC) 2021, baserat på skillnader i genetik, dräkt och läten.

### Släktestillhörighet
Tidigare inkluderades Myiomela i  Cinclidium. Flera genetiska studier visar dock att detta är felaktigt, där arterna i Myiomela är närmare släkt med blåstjärtarna i Tarsiger och rubinnäktergalarna i Calliope än med Cinclidium.

### Familjetillhörighet
Arten ansågs fram tills nyligen liksom bland andra stenskvättor, stentrastar, rödstjärtar vara små trastar. DNA-studier visar dock att de är marklevande flugsnappare (Muscicapidae) och förs därför numera till den familjen.

## Levnadssätt
Arten hittas i undervegeation i högt belägna bergsskogar, på mellan 1000 och 2400 meters höjd. Födan består av små insekter och maskar. Fågeln häckar mellan september och maj. Boet är som en stor boll av tunna rötter, blad stjälkar, ormbunksblad och mossa som placeras intill en stig eller lågt bland trädormbunkar eller i en mossig trädstam. Där i lägger den två, bjärt skära ägg.

## Status
IUCN kategoriserar arten som livskraftig, men inkluderar sumatranäktergalen i bedömningen. På Java beskrivs den som ovanlig och lokalt förekommande.

## Namn
Fågelns vetenskapliga artnamn syftar på Diana, jaktens gudinna i romersk mytologi.